# Ала ад-Дин Атсыз
Ала ад-Дин Атсыз (туркм. Ala ad-din Atsyz; перс. علاء الدين أتسز‎, полное имя — Ала ад-Дин Абу-л-Музаффар Атсыз Кылыч Арслан ибн Мухаммад) (1097 или 1105 — 1156) — хорезмшах из династии Ануштегинидов. Правил в 1128—1156 годах. Он был сыном Кутб ад-Дина Мухаммеда I, внук Ануш-Тегина.

## Биография
В сочинении Рашид ад-дина хорезмшах Атсыз ошибочно назван внуком Билга-тегина, тогда как в действительности был внуком Ануш-тегина, военачальника и гуляма Билге-тегина, получившего при Сельджукиде Мелик-шахе наместничество Хорезма. Рашид ад-дин сообщает: «В Хорезме завладел делами верховного правления Атсыз ибн Мухаммед ибн Билгэ-тегин являвшийся одним из столпов государства Сельджуков. Он также захватил в свои руки некоторые из владений [мамйлик] Туркестана и Дешт-и Кипчака».
Хорезмшах Атсыз ибн Мухаммад ибн Ануштегин вместе с Махмуд ибн Мухаммадом совершали в походы против гузов и сражались с ними. 
Атсыз постоянно стремился избавиться от протектората сельджукского султана Санджара. В 1138 году он восстал против своего сюзерена, но был разгромлен Санджаром и вынужден был бежать. Санджар же возвел на хорезмийский престол племянника Атсыза Сулейман-шаха. Однако Сулейман-шах не смог удержать власть над Хорезмом и в 1141 году султан Санджар вернул Атсыза на престол. В том же году в Среднюю Азию с востока пришли новые завоеватели — каракитаи под предводительством Елюй Даши. Санджар вынужден был прийти на помощь самаркандскому хану Махмуду, который являлся его ближайшим родственником. Битва с каракитаями при Самарканде закончилась полным поражением Санджара. Хорезмшах Атсыз тут же воспользовался поражением Санджара и зимой 1141 года захватил и разграбил Мерв, а в 1142 году уже приблизился к Нишапуру.
Однако уже в 1142 году султан Санджар снова заставил Атсыза платить дань, а кроме этого Хорезму пришлось платить дань и каракитаям. Тем не менее, Атсыз был гибким политиком и правителем и умел лавировать и между могущественным султаном Санджаром и между не менее сильными каракитаями. Он продолжил политику собирания земель, начатую его предшественниками, присоединил к Хорезму Дженд и Мангышлак. Многие кочевые племена оказались в зависимости от хорезмшаха. К концу своей жизни Атсыз подчинил Хорезму всю северо-западную часть Средней Азии и фактически добился его независимости от соседей.
В 1156 году Атсыз умер 9 месяцев раньше до смерти Султана Санджара, на престоле Хорезма его сменил его сын Тадж ад-Дин Ил-Арслан, который после смерти Селджукского султана смог добиться полной независимости своего государство.